# Richard J. Daley Center
Das Richard J. Daley Center ist ein Wolkenkratzer in der US-amerikanischen Großstadt Chicago. Das 32 Geschosse zählende Bürohochhaus hat eine Höhe von 197,5 Metern. Das Gebäude gehört der Public Building Commission des Cook County und der City of Chicago.
Nachdem es im Jahr 1965 nach drei Jahren Bauzeit fertiggestellt wurde, war es für vier Jahre das höchste Gebäude in Chicago. Jedoch wurde es 1969 durch das John Hancock Center abgelöst, das mit 344 Metern (einschließlich Antenne sogar 457 Meter, 100 Stockwerke) deutlich höher ist.
Das Gebäude wurde nach dem langjährigen Chicagoer Bürgermeister Richard J. Daley (1902–1976) benannt. Die Adresse lautet 55 West Randolph Street, Chicago, IL.

## Weblinks

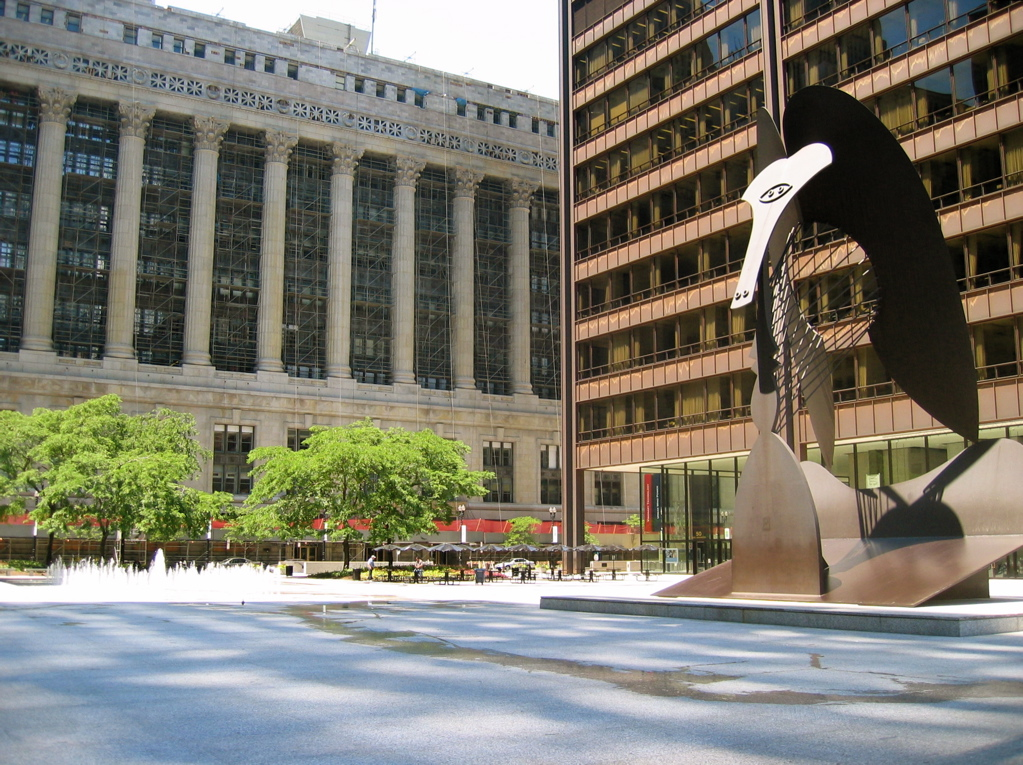
Die Plaza des Gebäudes